# نادي فوكس برلين لكرة اليد
نادي فوكس برلين لكرة اليد هو نادي كرة يد في ألمانيا تأسس في سنة 1891. يلعب في الدوري الألماني لكرة اليد. تبلغ سعة ملعبه 9000 متفرجا.